# Karl Knippers teater
Karl Knippers teater (Ryska: Театр Карла Книпера) var en historisk teater i Sankt Petersburg  i Ryssland, aktiv mellan 1777 och 1795. Den drevs av den tyske teaterdirektören Karl Knipper och spelade en viktig roll i rysk teaterhistoria. Genom grundandet av de kejserliga teatrarna 1756 hade en permanent inhemsk teater slutgiltigt etablerats i Ryssland, men denna spelade från 1761 enbart för hovet, och Karl Knippers teater gjorde därmed teater tillgänglig även för den ryska allmänheten i Sankt Petersburg, och kallades därför även Fria Ryska teatern. Det var Rysslands första allmänna yrkesteater efter Ryska teatern i Moskva. Teatern fungerade även som dramaskola, och han tog emot elever från de ryska barnhemmen. 